# 阿拉伯也门共和国
阿拉伯也门共和国（阿拉伯语：الجمهوريّة العربية اليمنية，简称北也门）是曾在今也门西北部存在的一个国家（1962年－1990年），首都萨那。

## 历史
1918年奥斯曼帝国於一戰戰敗滅亡后，北也门脫離並宣布獨立，成立也门王国。
1962年9月27日，受阿拉伯聯合共和国总统加麦尔·阿卜杜勒·纳赛尔的阿拉伯民族主义意识形态影响的革命者废黜了新加冕的国王穆罕默德·巴德尔，控制了萨那，建立了阿拉伯也门共和国。
由于共和国成立后，未有效清除巴德尔残余势力，这次政变即标志着北也门内战的开始。阿拉伯也门共和国军队有阿拉伯联合共和国（埃及）援助，沙特阿拉伯和约旦支持巴德尔的保皇军队，反对新成立的共和国。共和国派比较得人心占据着北也门大部，王室派只占据北也门与沙特阿拉伯接壤的北部山区。1963年，埃及派出了4万大军，1966年后增至6万（另传说8万），支持共和国派。冲突周期性地持续到1967年第三次中东战争爆发后埃及军队撤走。
1968年，保皇党包围萨那70天后又被共和派击溃后，交战双方领袖达成和解；沙特阿拉伯遂在1970年承认阿拉伯也门共和国，北也门内战就此结束。
1969年，北也门与西德签订了有利于经济发展的条约，1970年内战结束后，制定了《阿拉伯也门共和国宪法》；1971年举行了总统大选，伴之而来的是国家行政管理上的进步。
北也门的政治一方面带有部落斗争的性质，另一方面也有一批有识之士渴望加强中央政权，以加速国家的发展，实现现代化。1972年，两个也门爆发短暂军事冲突，后在众多阿拉伯国家调停，并签订了与南也门统一协定之后，全国以埃里亚尼主席为代表的主张对南也门实行温和政策一方，和以总理哈吉里为代表的强烈反对南也门马克思主义领导人的另一方爆发了冲突。后者得到各部落和北也门议会议长阿赫马尔长老的支持。危机的结果是1974年军人政變上台，由军官组成最高指挥委员会行使权力，废除了宪法，解散了议会，禁止政党活动。
新的军政府领导人为了在强大而富有的邻国沙特阿拉伯面前巩固自己的独立，试图进行一些改革，与南也门重新对话，多方争取外援。但是，1977年哈姆迪总统遇刺终止了这项雄心勃勃的政策。
1978年2月，继任总统艾哈迈德·侯赛因·加什米总统组成了新的议会，议会中部落首领和新兴的商业资产阶级占多数。1978年6月24日加什米总统也遭暗杀。萨那指控南也门总统鲁巴伊是暗杀阴谋的幕后策划人。这一事件以及对南也门的指控，致使南也门统治阶层发生分歧。两国关系再度紧张，边界事端时有发生，直至1979年2月斗争公开化，双方七年后再次大规模交火。这一斗争一直延续到北也门新总统阿里·阿卜杜拉·萨利赫和南也门主席阿卜杜勒·法塔赫·伊斯梅尔在科威特会晤，达成一致意见，重新执行旨在通过各种步骤恢复两国统一的1972年协定。
1980年代，北也门取得了不少成就，并在为北也门人民奠定民主基础方面实现了稳步的跃进。国家依靠对话作为统治手段和施政方法。积极的对话在生活诸领域的建设中起着作用，使北也门在政治、经济、社会等所有方面都获得了显著进步：马里卜省建成了第一座炼油厂，日处理原油10,000桶，满足了北也门需求量的20%。重建位于马里卜省的历史上著名的马里卜大坝，使农田灌溉面积从1970年的2,201公顷增加到1985年的6,520公顷，这是北也门实现粮食自给的重大步骤。1986年，国家为扎玛尔省遭受地震灾害的人民提供了必要的设施，如学校、医院、清真寺，还分配给他们住房。建立了萨那大学和多所院校、医院、健康中心、电站；铺设了现代化的公路交通网；还确定了一批振兴农业、工业、其它服务行业的发展项目。
1990年，由于苏联停止经济援助，南也门出现财政危机，国库枯竭，遂向北也门主动提出尽快统一也门的建议。同年5月22日，也門統一，成立也门共和国。

## 外交
- 在两伊战争问题上，阿拉伯也门共和国元首、政府和人民强调，坚定地站在为保卫伊拉克的荣誉和阿拉伯民族的荣誉而进行正义战争的伊拉克共和国一方。
- 对巴勒斯坦人民在其唯一合法的代表－巴勒斯坦解放组织的领导下，为获得合法权力，在自己的国土上建立独立的国家而进行的正义斗争，北也门的立场一直是坚定的、原则性的。
- 阿拉伯也门共和国强调黎巴嫩的阿拉伯属性、以及其独立和领土完整的重要性。
- 在不结盟运动中，北也门强调支持并坚决遵循这一运动的宗旨，坚决奉行运动原则相一致，建立在平等公正、互相尊重、和平共处基础上的独立自主的政策。
- 中華民國空軍曾從台灣派遣地勤人員與飛行員，以沙烏地阿拉伯皇家空軍身分援助北葉門空軍，派遣時間自1990年開始葉門統一才結束，中華民國稱此案為「大漠計畫」、沙烏地阿拉伯則稱「和平鐘計畫」（Peace Bell Program）。